# Stěžery
Stěžery är en ort i Tjeckien. Den ligger i den centrala delen av landet, 100 km öster om huvudstaden Prag. Stěžery ligger 257 meter över havet och antalet invånare är 1 625.
Terrängen runt Stěžery är platt.Runt Stěžery är det ganska tätbefolkat, med 116 invånare per kvadratkilometer. Närmaste större samhälle är Hradec Králové, 6,0 km öster om Stěžery. Trakten runt Stěžery består till största delen av jordbruksmark.